# Olesjky
Olesjky (ukrainsk: Олешки, russisk: Алёшки; tidligere Tsiurupynsk) er en by i Kherson rajon, Kherson oblast (provins) i Ukraine, beliggende på den venstre bred af floden Dnepr. Det er den ældste by i oblasten og en af de ældste i det sydlige Ukraine. Olesjky er vært for administrationen af Olesjky hromada, en af Ukraines hromadaer. Byen har en befolkning på omkring 24.383 (2021).
Den 24. februar 2022 blev Olesjky erobret  af den russiske hær under Ruslands invasion af Ukraine 2022.

## Geografi
Byen ligger i den sydlige del af Ukraine. Floden Konka løber gennem byen, inden den løber ud i Dnepr. Olesjkivski Sands Nationalpark ligger i umiddelbar nærhed af byen.

## Galleri
- Mineralvandsfabrik
- Boligblokke i  Oleshky
- Hovedvejen M14 går gennem Oleshky